# Parortholitha peringueyi
Parortholitha peringueyi là một loài bướm đêm trong họ Geometridae.